# Kizimkazi

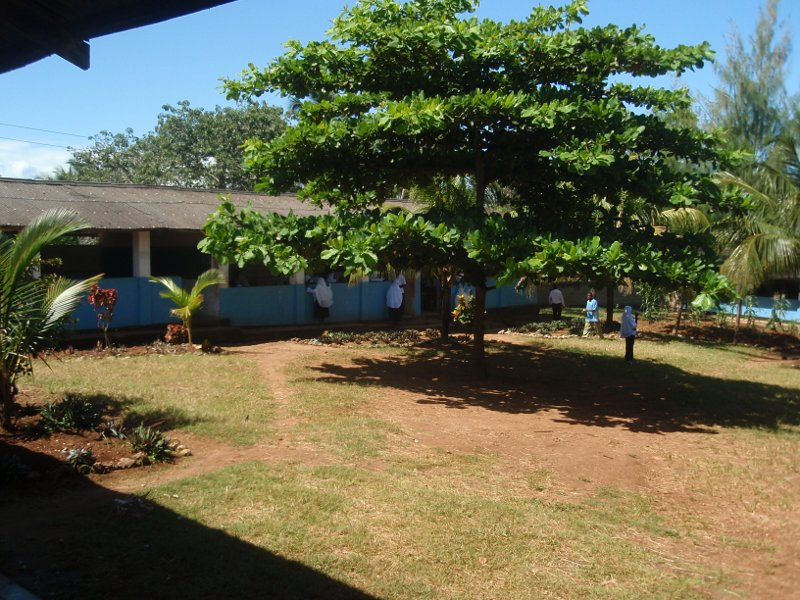
Schule in Kizimkazi

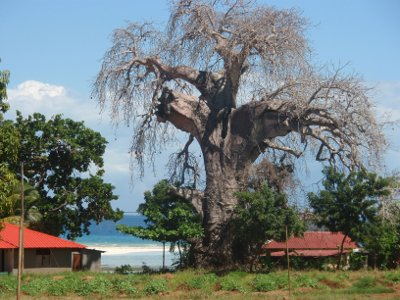
Blick von der Schule zum Meer

Kizimkazi (gesprochen Kisimkasi), offiziell Kizimkazi Mkunguni, ist ein Fischerdorf an der südlichen Küste von Sansibar, Tansania. Mkunguni heißt übersetzt "Müßiggang". Dieser Ort hatte laut der Volkszählung 2002 1848 Einwohner.
Die frühere Bedeutung dieses Ortes wird dadurch deutlich, dass er von einer Stadtmauer umgeben war.
Es liegt drei Kilometer südöstlich der Kizimkazi-Moschee (die in Kizimkazi Dimbani, liegt, auch bekannt unter dem Namen Dimbani). Zusammen gehören diese beiden Orte zum Bereich Kizimkazi Mtendeni.
Neben der Fischerei ist der Tourismus eine Haupteinnahmequelle des Ortes, in der Umgebung gibt es mehrere Hotelanlagen. Bekannt ist Kizimkazi durch die Möglichkeit des Schwimmens mit Delfinen. Diese halten sich in größerer Zahl an der Riffkante des Korallenriffs auf. Fischer fahren die Touristen die ein bis zwei Kilometer zum Schwimmen aufs Meer hinaus. Zweimal im Jahr ziehen auch Wale durch die Meeresstraße, die die Insel vom Festland trennt.
Die Schule in Kizimkazi feierte 2010 ihr 100-jähriges Bestehen. Deutsche Freiwillige (u. a. von der Deutsch-Tansanischen Gesellschaft) unterstützen dort verschiedene Projekte (u. a. Erziehung- und Solarprojekte).